# Eska TV
Eska TV ist ein privater polnischsprachiger Musikfernsehsender mit Sitz in Warschau. Gestartet ist der Sender am 8. August 2008 als Livestream. Seit dem 28. Mai 2009 ist Eska TV ein eigenständiger Fernsehsender. Empfangen werden kann der Sender über Kabel, Satellit, Antenne, IPTV und Livestream.

## Geschichte
Am 8. August 2008 startete Eska TV als Livestream. Am 28. Mai 2009 ist der Sender über Satellit und Kabel empfangbar als Pay-TV-Sender gestartet. Per Satellit war der Sender bei der Plattform n empfangbar. Am 5. Oktober 2009 wurde der Sender per Satellit (HotBird 13°) als FTA-Sender freigeschaltet, jedoch nur für Personen mit einem HDTV-Receiver. Grund dafür war, dass die frei empfangbare Version des Senders nur per DVB-S2 sendete, wobei der Sender in SDTV und nicht in HDTV sendete. Anfangs sollte der Sender nur für einige Wochen frei empfangbar sein, wobei der Sender später nicht mehr verschlüsselt wurde.
Seit dem 1. September 2010 ist der Sender für alle frei empfangbar, da der Sender von dort an per DVB-S sendet. Die Ausstrahlung per DVB-S2 wurde am 2. September 2010 abgeschaltet. Seit dem 19. Dezember 2011 ist der Sender digital per DVB-T empfangbar. Seit 10. Juli 2015 ist er auch in HD nur im Kabel empfangbar. Zum 28. September 2016 wurde der Sender im DVB-T durch den Lifestyle- und Musiksender 8TV ersetzt. Zum 16. Juni 2017 wurde Sender 8TV jedoch wieder eingestellt und Eska TV übernahm wiederum die Sendefrequenz per DVB-T. Gleichzeitig wurde der neue FTA-Sender Eska TV Extra eingeführt. Zum 1. September 2017 nahm zudem der Sender Eska Rock TV den Sendebetrieb per Satellit (HotBird 13°) als FTA-Sender.
Seit 2016 kann man durch die Website von Eska TV die Sender Eska GO!, Eska Best Music TV, Eska Party TV, WaWa TV beziehen.

## Moderatoren
Moderatoren sind u. a. Krzysztof „Jankes“ Jankowski und Adrian Harasim, welche auch beim Radiosender Radio Eska moderieren.
| VJ                           | Sendung(en)                                           |
| ---------------------------- | ----------------------------------------------------- |
| Adrian Harasim               | Eska TV News, grotESKA                                |
| Iwona „Stonka“ Skrzypczak    | Stylowe Pogotowie Ratunkowe                           |
| Kamila Ryciak                | Stylowe Pogotowie Ratunkowe                           |
| Krzysztof „Jankes“ Jankowski | Przeglądarka, grotESKA                                |
| Ola Kot                      | Miejska lista, Fejslista, Co się słucha, Polska Lista |
| Marcin „Puoteck“ Płotnicki   | Dance Chart, Gorąca 20                                |
| Jan Pirowski                 | Złap rutynę z Pirowskim                               |

## Senderlogos

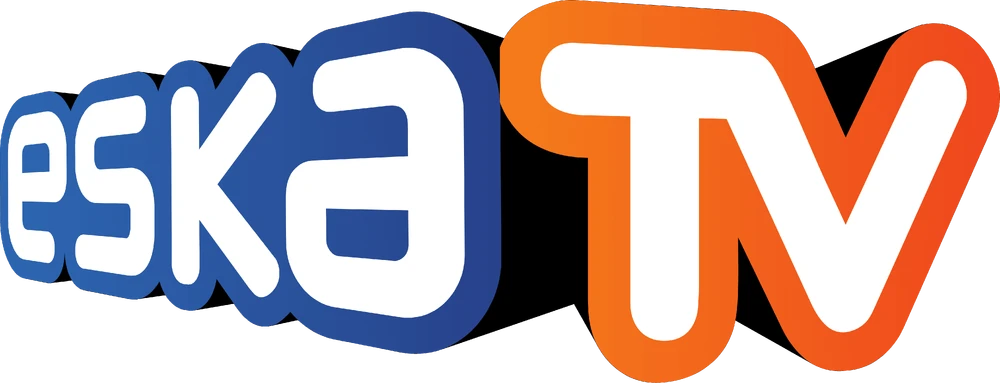
Logo vom 8. August 2008 bis 24. Juni 2011
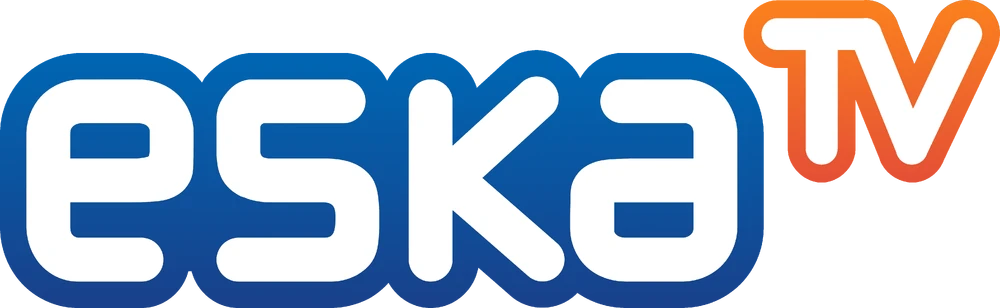
Logo seit 25. Juni 2011